# Nils Lindskog
Nils Gustaf Lindskog, N.G. Lindskog, född 7 oktober 1892 i Sövestads församling, Malmöhus län, död 8 mars 1973, var en svensk ämbetsman.
Lindskog, som var son till kyrkoherde Axel Lindskog och Amelie Eduard, blev filosofie kandidat 1915 och filosofie licentiat 1918. Han blev amanuens i Kungliga Järnvägsstyrelsen 1918, extra ordinarie notarie 1920, aktuarie 1931, sekreterare 1936, chef för bilavdelningen 1938 och var byråchef i biltrafikbyrån 1941–1958. Han var vice ordförande i Svenska turisttrafikförbundet 1949–1958.